# Ignacio José Escobar
Ignacio José Escobar y López Hermoso (Madrid, 1823-Madrid, 24 de enero de 1887) fue un político y periodista español, propietario del diario conservador La Época.

## Biografía
Nació en Madrid en 1823. Redactor dedicado a la crítica de teatros en El Corresponsal, tuvo un duelo con el actor Julián Romea, del que ambos salieron sin grandes daños, causado por unas críticas publicadas en el periódico en 1843 de Escobar a Romea. Casado en 1849 con Francisca Ramírez y Maroto, el matrimonio tuvo como hijos a Sofía, Josefina, Alfredo y Alfonso. Fue elegido diputado en las Cortes del reinado de Isabel II por el distrito de Navalcarnero en 1857 y en 1858. En 1866 se convirtió en director del diario conservador La Época, fundado en 1849 por su amigo Diego Coello y Quesada. Ya entrada la Restauración borbónica volvería a repetir como diputado por Navalcanero, tras ser elegido en las elecciones de 1876 y en las de 1879. Alfonso XII le otorgó el título nobiliario de marqués de Valdeiglesias en 1879.
Falleció en Madrid el 24 de enero de 1887.